# Lista de disputas por pênaltis da Copa do Mundo FIFA
As disputas de pênaltis nas Copas do Mundo de Futebol foram introduzidas em 1978, mas a primeira disputa só ocorreu 4 anos mais tarde, em 1982.
Antes disso, aconteceram 77 partidas de mata-mata, das quais 73 foram decididas dentro dos 120 minutos. As 4 partidas restantes - que aconteceram em 1934 e 1938 - necessitaram de uma parida extra (conhecida por "Replays") para serem decididas. Em 1950, não houve partidas de mata-mata. Todas as 42 partidas de mata-mata realizadas nas copas de 1954 a 1974, foram decididas dentro dos 120 minutos.

## As disputas
| #   | Vencedor           | Placar Final (120 min.) | Perdedor      | Placar Final (penalidades) | Penalidades Batidas | Penalidades Perdidas                          | Jogador Que Bateu a Última Penalidade | Torneio                   | Rodada            | Data                   |
| --- | ------------------ | ----------------------- | ------------- | -------------------------- | ------------------- | --------------------------------------------- | ------------------------------------- | ------------------------- | ----------------- | ---------------------- |
| 1.  | Alemanha Ocidental | 3–3                     | França        | 5–4                        | 6–6                 | Stielike Six Bossis                           | Hrubesch                              | 1982, Espanha             | Semifinais        | 8 de julho de 1982     |
| 2.  | França             | 1–1                     | Brasil        | 4–3                        | 5–5                 | Sócrates Platini Júlio César                  | Fernández                             | 1986, México              | Quartas-de-finais | 21 de junho de 1986    |
| 3.  | Alemanha Ocidental | 0–0                     | México        | 4–1                        | 4–3                 | Quirarte Servín                               | Littbarski                            | 1986, México              | Quartas-de-finais | 21 de junho de 1986    |
| 4.  | Bélgica            | 1–1                     | Espanha       | 5–4                        | 5–5                 | Eloy                                          | L. Van Der Elst                       | 1986, México              | Quartas-de-finais | 22 de junho de 1986    |
| 5.  | Irlanda            | 0–0                     | Roménia       | 5–4                        | 5–5                 | Timofte                                       | O'Leary                               | 1990, Itália              | Oitavas-de-final  | 25 de junho de 1990    |
| 6.  | Argentina          | 0–0                     | Iugoslávia    | 3–2                        | 5–5                 | Stojković Maradona Troglio Brnović Hadžibegić | Hadžibegić GK Goycochea               | 1990, Itália              | Quartas-de-finais | 30 de junho de 1990    |
| 7.  | Argentina          | 1–1                     | Itália        | 4–3                        | 4–5                 | Donadoni Serena                               | Serena GK Goycochea                   | 1990, Itália              | Semifinais        | 3 de julho de 1990     |
| 8.  | Alemanha Ocidental | 1–1                     | Inglaterra    | 4–3                        | 4–5                 | Pearce Waddle                                 | Waddle                                | 1990, Itália              | Semifinais        | 4 de julho de 1990     |
| 9.  | Bulgária           | 1–1                     | México        | 3–1                        | 4–4                 | García Aspe Balakov Bernal Rodríguez          | Lechkov                               | 1994, EUA                 | Oitavas-de-final  | 5 de julho de 1994     |
| 10. | Suécia             | 2–2                     | Roménia       | 5–4                        | 6–6                 | Mild Petrescu Belodedici                      | Belodedici GK Ravelli                 | 1994, EUA                 | Quartas-de-finais | 10 de julho de 1994    |
| 11. | Brasil             | 0–0                     | Itália        | 3–2                        | 4–5                 | Baresi Márcio Santos Massaro R. Baggio        | R. Baggio                             | 1994, EUA                 | Final             | 17 de julho de 1994    |
| 12. | Argentina          | 2–2                     | Inglaterra    | 4–3                        | 5–5                 | Crespo Ince Batty                             | Batty GK Roa                          | 1998, França              | Oitavas-de-final  | 30 de junho de 1998    |
| 13. | França             | 0–0                     | Itália        | 4–3                        | 5–5                 | Lizarazu Albertini Di Biagio                  | Di Biagio                             | 1998, França              | Quartas-de-finais | 3 de julho de 1998     |
| 14. | Brasil             | 1–1                     | Países Baixos | 4–2                        | 4–4                 | Cocu R. de Boer                               | R. de Boer GK Taffarel                | 1998, França              | Semifinais        | 7 de julho de 1998     |
| 15. | Espanha            | 1–1                     | Irlanda       | 3–2                        | 5–5                 | Holland Connolly Juanfran Kilbane Valerón     | Mendieta                              | 2002, Córeia do Sul/Japão | Oitavas-de-final  | 16 de junho de 2002    |
| 16. | Coreia do Sul      | 0–0                     | Espanha       | 5–3                        | 5–4                 | Joaquín                                       | Hong Myung-Bo                         | 2002, Córeia do Sul/Japão | Quartas-de-finais | 22 de junho de 2002    |
| 17. | Ucrânia            | 0–0                     | Suíça         | 3–0                        | 4–3                 | Shevchenko Streller Barnetta Cabanas          | Husyev                                | 2006, Alemanha            | Oitavas-de-final  | 26 de junho de 2006    |
| 18. | Alemanha           | 1–1                     | Argentina     | 4–2                        | 4–4                 | Ayala Cambiasso                               | Cambiasso GK Lehmann                  | 2006, Alemanha            | Quartas-de-finais | 30 de junho de 2006    |
| 19. | Portugal           | 0–0                     | Inglaterra    | 3–1                        | 5–4                 | Lampard Viana Petit Gerrard Carragher         | Ronaldo                               | 2006, Alemanha            | Quartas-de-finais | 1 de julho de 2006     |
| 20. | Itália             | 1–1                     | França        | 5–3                        | 5–4                 | Trezeguet                                     | Grosso                                | 2006, Alemanha            | Final             | 9 de julho de 2006     |
| 21. | Paraguai           | 0–0                     | Japão         | 5–3                        | 5–4                 | Komano                                        | Cardozo                               | 2010, África do Sul       | Oitavas-de-final  | 29 de junho de 2010    |
| 22. | Uruguai            | 1–1                     | Gana          | 4–2                        | 5–4                 | John Mensah M. Pereira Adiyiah                | Abreu                                 | 2010, África do Sul       | Quartas-de-finais | 2 de julho de 2010     |
| 23. | Brasil             | 1–1                     | Chile         | 3–2                        | 5–5                 | Pinilla Willian A. Sánchez Hulk Jara          | Jara                                  | 2014, Brasil              | Oitavas-de-finais | 28 de junho de 2014    |
| 24. | Costa Rica         | 1–1                     | Grécia        | 5–3                        | 5–4                 | Gekas                                         | Gekas GK Keylor Navas                 | 2014, Brasil              | Oitavas-de-finais | 29 de junho de 2014    |
| 25. | Países Baixos      | 0–0                     | Costa Rica    | 4–3                        | 4–5                 | Ruiz Umaña                                    | Umaña GK Krul                         | 2014, Brasil              | Quartas-de-finais | 5 de julho de 2014     |
| 26. | Argentina          | 0–0                     | Países Baixos | 4–2                        | 4–4                 | Vlaar Sneijder                                | Maxi Rodríguez                        | 2014, Brasil              | Semifinais        | 9 de julho de 2014     |
| 27. | Rússia             | 1–1                     | Espanha       | 4–3                        | 4–5                 | Koke Iago Aspas                               | Iago Aspas GK Akinfeev                | 2018, Rússia              | Oitavas-de-final  | 1 de julho de 2018     |
| 28. | Croácia            | 1–1                     | Dinamarca     | 3–2                        | 5–5                 | Eriksen Badelj Schöne Pivarić Jørgensen       | Rakitić                               | 2018, Rússia              | Oitavas-de-final  | 1 de julho de 2018     |
| 29. | Inglaterra         | 1–1                     | Colômbia      | 4–3                        | 5–5                 | Henderson Uribe Bacca                         | Dier                                  | 2018, Rússia              | Oitavas-de-final  | 3 de julho de 2018     |
| 30. | Croácia            | 2–2                     | Rússia        | 4–3                        | 5–5                 | Smolov Kovačić Fernandes                      | Rakitić                               | 2018, Rússia              | Quartas-de-final  | 7 de julho de 2018     |
| 31. | Croácia            | 1–1                     | Japão         | 3–1                        | 4–4                 | Minamino Mitoma Livaja Yoshida                | Pašalić                               | 2022, Catar               | Oitavas-de-final  | 5 de dezembro de 2022  |
| 32. | Marrocos           | 0–0                     | Espanha       | 3–0                        | 4–3                 | Sarabia Soler Banoun Busquets                 | Hakimi                                | 2022, Catar               | Oitavas-de-final  | 6 de dezembro de 2022  |
| 33. | Croácia            | 1–1                     | Brasil        | 4–2                        | 4–4                 | Rodrygo Marquinhos                            | Marquinhos                            | 2022, Catar               | Quartas-de-final  | 9 de dezembro de 2022  |
| 34. | Argentina          | 2–2                     | Países Baixos | 4–3                        | 5–5                 | Van Djik Berghuis Enzo Fernández              | Lautaro Martínez                      | 2022, Catar               | Oitavas-de-final  | 9 de dezembro de 2022  |
| 35. | Argentina          | 3–3                     | França        | 4–2                        | 4–4                 | Coman Tchouaméni                              | Montiel                               | 2022, Catar               | Final             | 18 de dezembro de 2022 |

Legenda
GK = Goleiro (Defesa)
 = Gol
 = Cobrança Desperdiçada

### Por ano
| Ano   | Equipes | Partidas de mata-mata | Partidas com Prorrogação (Tempo Extra) | Disputas de Pênaltis | Porcentagem de Prorrogação (Tempo Extra) que foram para Pênaltis | Porcentagem de mata-matas com pênaltis | Gols marcados (Disputa de Pênaltis) | Total de Pênaltis Cobrados (Disputa de Pênaltis) | Porcentagem de acertos |
| ----- | ------- | --------------------- | -------------------------------------- | -------------------- | ---------------------------------------------------------------- | -------------------------------------- | ----------------------------------- | ------------------------------------------------ | ---------------------- |
| 1978  | 16      | 2                     | 1                                      | 0                    | 0%                                                               | 0.0%                                   | -                                   | -                                                | -                      |
| 1982  | 24      | 4                     | 1                                      | 1                    | 100%                                                             | 25.0%                                  | 9                                   | 12                                               | 75.0%                  |
| 1986  | 24      | 16                    | 5                                      | 3                    | 60%                                                              | 18.8%                                  | 21                                  | 27                                               | 77.8%                  |
| 1990  | 24      | 16                    | 8                                      | 4                    | 50%                                                              | 25.0%                                  | 28                                  | 38                                               | 73.7%                  |
| 1994  | 24      | 16                    | 4                                      | 3                    | 75%                                                              | 18.8%                                  | 18                                  | 29                                               | 62.1%                  |
| 1998  | 32      | 16                    | 4                                      | 3                    | 75%                                                              | 18.8%                                  | 20                                  | 28                                               | 71.4%                  |
| 2002  | 32      | 16                    | 5                                      | 2                    | 40%                                                              | 12.5%                                  | 13                                  | 19                                               | 68.4%                  |
| 2006  | 32      | 16                    | 6                                      | 4                    | 66.7%                                                            | 25.0%                                  | 21                                  | 33                                               | 63.6%                  |
| 2010  | 32      | 16                    | 4                                      | 2                    | 50%                                                              | 12.5%                                  | 14                                  | 18                                               | 77.8%                  |
| 2014  | 32      | 16                    | 8                                      | 4                    | 50%                                                              | 25.0%                                  | 26                                  | 36                                               | 72.2%                  |
| 2018  | 32      | 16                    | 5                                      | 4                    | 80%                                                              | 25.0%                                  | 26                                  | 39                                               | 66.6%                  |
| 2022  | 32      | 16                    | 5                                      | 5                    | 100%                                                             | 31.2%                                  | 26                                  | 41                                               | 63.4%                  |
| Total |         | 166                   | 56                                     | 35                   | 62.5%                                                            | 21.0%                                  | 222                                 | 320                                              | 69.3%                  |

- Em negrito, valores mais altos.

### Por rodada
| Rodada            | Total              |
| ----------------- | ------------------ |
| Oitavas-de-Finais | 13                 |
| Quartas-de-Finais | 14                 |
| Semi-Finais       | 5                  |
| Final             | 3 (1994/2006/2022) |
| Total             | 35                 |

## Estatísticas e curiosidades
- A Itália e a Rússia, em 1990 e 2018, respectivamente, são as anfitriãs que perderam uma disputa de pênaltis.[3]
- Nunca um pênalti foi anulado pelo fato de o goleiro ter se adiantado. E eles se adiantam em mais de 25% das vezes.[4]
- O francês Michel Platini, em 1986, foi o primeiro jogador a bater uma cobrança para fora.[5]
- O brasileiro Júlio César, também em 1986, foi o primeiro jogador a desperdiçar uma cobrança em chutes na trave.[5]
- Até a Copa de 2006 foram 186 cobranças, das quais 56 (ou 30%) foram desperdiçadas.[1]
- Até a Copa de 2018 nunca um cobrador tinha errado um pênalti batido no canto alto esquerdo do goleiro, o primeiro a errar foi o colombiano Mateus Uribe.[6]
- Dados de antes da Copa de 2014: Quando marcar o gol na cobrança significa vencer a disputa de pênaltis, 93% marcam. Na situação que se o jogador perder o pênalti, o seu time é eliminado, só 44% dos cobradores conseguem fazer o gol.[7]
- Ainda com dados de antes da Copa de 2014: de 204 pênaltis cobrados, 162 (80%) foram com o pé direito, e 42 (20%) com o pé esquerdo.[5]
- Segundo o jornalista Gustavo Poli (site GloboEsporte.com), em Copas do Mundo, a taxa de sucesso dos goleiros em disputas por penalidades é de 28%. Dos 211 pênaltis cobrados até o dia 29 de junho de 2014, 152 foram convertidos (72,03 %).[8]
- Segundo dados da BBC: De 204 penalidades cobradas até o final da copa de 2010, 11 foram na trave, e 8 para fora.[5]
- O zagueiro alemão Uli Stielike foi o único jogador da Seleção Alemã a desperdiçar uma cobrança de pênalti em Copas do Mundo. A Seleção Alemã possui uma taxa de acerto de 94%.[1]
- Por outro lado, a Inglaterra saiu derrotada de todas as disputas de pênaltis em que entrou, tendo perdido metade de suas 14 cobranças.[1] Mas em 2018 venceu sua primeira disputa ao eliminar a Colômbia pelas oitavas-de-final por 4 a 3 após empate por 1 a 1 no tempo normal.
- Schumacher (Alemanha), Goycochea (Argentina) e Subašić (Croácia) são os goleiros que mais defenderam pênaltis em Copas do Mundo: 4 vezes. O argentino e o croata defenderam as 4 em apenas 1 mundial (1990 e 2018).
- O goleiro português Ricardo e o croata  Subašić defenderam 3 cobranças numa mesma decisão (em 2006, contra a Inglaterra, e em 2018, contra a Dinamarca), sendo os recordistas neste quesito.
- Taffarel, Goycochea e Subašić não foram vazados em 5 oportunidades, sendo os recordistas neste quesito. Taffarel, na Copa de 1994, defendeu a cobrança de Massaro. Já Roberto Baggio e Baresi chutaram para fora. Em 1998, ele espalmou as cobranças de Cocu e Ronald de Boer na semifinal contra a Holanda. Já Goycoechea, além das 4 que pegou (defendeu as cobranças dos iugoslavos Brnovic e Hadzibegic, e dos italianos Donadoni e Serena em 1990), viu o chute de Stojkovic ir para fora.[9] Em 2018 Subašić defendeu as cobranças dos dinamarqueses Eriksen, Schöne e N. Jørgensen e do russo Smolov e viu o chute do brasileiro naturalizado russo Mário Fernandes ir para fora.
- Em 2014, o goleiro holandês Tim Krul entrou faltando 1 minuto para terminar a prorrogação, apenas para a disputa dos pênaltis, e não decepcionou. De 4 cobranças feitas pela seleção adversária (Costa Rica), ele pegou 2, e nos outros 2, ele pulou no mesmo canto em que a cobrança foi feita.[10] Foi a primeira vez na história das copas que um goleiro entrou numa partida somente para participar da disputa dos pênaltis.[11] Além disso, ele também entrou para a história das copas como o goleiro a atuar menos tempo e defender pênaltis em disputas de pênaltis.

### Recordes

#### Futebolistas
| Penais | Equipe             | Jogador           | Torneios  |
| ------ | ------------------ | ----------------- | --------- |
| 4      | Alemanha Ocidental | Harald Schumacher | 1982/1986 |
| 4      | Argentina          | Sergio Goycochea  | 1990      |
| 4      | Croácia            | Danijel Subašić   | 2018      |
| 4      | Croácia            | Dominik Livaković | 2022      |
| 3      | Brasil             | Taffarel          | 1994/1998 |
| 3      | Portugal           | Ricardo           | 2006      |
| 3      | Rússia             | Igor Akinfeev     | 2018      |
| 3      | Argentina          | Emiliano Martínez | 2022      |

| Penais | Equipe   | Jogador           | Partida               | Ano  |
| ------ | -------- | ----------------- | --------------------- | ---- |
| 3      | Portugal | Ricardo           | Portugal x Inglaterra | 2006 |
| 3      | Croácia  | Danijel Subašić   | Croácia x Dinamarca   | 2018 |
| 3      | Croácia  | Dominik Livaković | Croácia x Japão       | 2022 |

#### Equipes
- Legenda: Anos em que a equipe foi campeã.

Equipes que Mais Disputaram (Total)
- 7 -  Argentina (1990, 1990, 1998, 2006, 2014, 2022)
- 5 -  França (1982, 1986, 1998, 2006, 2022)
- 5 -  Brasil (1986, 1994, 1998, 2014, 2022)
- 5 -  Espanha (1986, 2002, 2018, 2022)
- 4 -  Croácia (2018, 2022)
- 4 -  Alemanha (1982, 1986, 1990, 2006)
- 4 -  Itália (1990, 1994, 1998, 2006)
- 4 -  Inglaterra (1990, 1998, 2006, 2018)

Equipes que Mais Disputaram (no Mesmo Torneio)
- 2 -  Argentina (1990, 2022)  4v/0d
- 2 -  Croácia (2018, 2022)  4v/0d
- 2 -  Espanha (2002)  1v/1d
- 2 -  Costa Rica (2014)  1v/1d
- 2 -  Países Baixos (2014)  1v/1d
- 2 -  Rússia (2018)  1v/1d

Equipes com Mais vitórias
- 6 -  Argentina (1990, 1990, 1998, 2014, 2022)
- 4 -  Alemanha (1982, 1986, 1990, 2006)
- 4 -  Croácia (2018, 2022)
- 3 -  Brasil (1994, 1998, 2014)

Equipes com Mais Derrotas
- 4 -  Espanha (1986, 2002, 2018, 2022)
- 3 -  Inglaterra (1990, 1998, 2006)
- 3 -  Itália (1990, 1994, 1998)

Equipe com Mais Derrotas Sem Vitórias
- 2 -  México (1986, 1994) , Romênia (1990, 1994) e  Japão (2010, 2022)

Lista de Equipes que Decidiram Partidas em Disputas de Pênaltis em Mais do que 1 oportunidade
| Equipes       | Disputas | Vitórias | Derrotas | % Vitórias | Vitórias Por Ano         | Derrotas por Ano      |
| ------------- | -------- | -------- | -------- | ---------- | ------------------------ | --------------------- |
| Alemanha      | 4        | 4        | 0        | 100%       | 1982,1986,1990,2006      | -                     |
| Croácia       | 4        | 4        | 0        | 100%       | 2018, 2022               | -                     |
| Argentina     | 7        | 6        | 1        | 85%        | 1990,1990,1998,2014,2022 | 2006                  |
| Brasil        | 5        | 3        | 2        | 60%        | 1994,1998, 2014          | 1986, 2022            |
| Irlanda       | 2        | 1        | 1        | 50%        | 1990                     | 2002                  |
| Costa Rica    | 2        | 1        | 1        | 50%        | 2014                     | 2014                  |
| Rússia        | 2        | 1        | 1        | 50%        | 2018                     | 2018                  |
| França        | 5        | 2        | 3        | 40%        | 1986,1998                | 1982,2006,2022        |
| Países Baixos | 4        | 1        | 3        | 25%        | 2014                     | 1998, 2014, 2022      |
| Itália        | 4        | 1        | 3        | 25%        | 2006                     | 1990,1994, 1998       |
| Inglaterra    | 4        | 1        | 3        | 25%        | 2018                     | 1990, 1998, 2006      |
| Espanha       | 5        | 1        | 4        | 20%        | 2002                     | 1986, 2002, 2018,2022 |
| México        | 2        | 0        | 2        | 0%         | -                        | 1986,1994             |
| Romênia       | 2        | 0        | 2        | 0%         | -                        | 1990,1994             |
| Japão         | 2        | 0        | 2        | 0%         | -                        | 2010, 2022            |

- Legenda: Anos em negrito = Disputas em Finais.

Lista de Equipes que Decidiram Partidas em Disputas de Pênaltis em Apenas 1 oportunidade
| Equipes       | Disputas | Vitórias | Derrotas | % Vitórias | Vitórias Por Ano | Derrotas por Ano |
| ------------- | -------- | -------- | -------- | ---------- | ---------------- | ---------------- |
| Bélgica       | 1        | 1        | 0        | 100%       | 1986             | -                |
| Bulgária      | 1        | 1        | 0        | 100%       | 1994             | -                |
| Suécia        | 1        | 1        | 0        | 100%       | 1994             | -                |
| Coreia do Sul | 1        | 1        | 0        | 100%       | 2002             | -                |
| Portugal      | 1        | 1        | 0        | 100%       | 2006             | -                |
| Ucrânia       | 1        | 1        | 0        | 100%       | 2006             | -                |
| Uruguai       | 1        | 1        | 0        | 100%       | 2010             | -                |
| Paraguai      | 1        | 1        | 0        | 100%       | 2010             | -                |
| Marrocos      | 1        | 1        | 0        | 100%       | 2022             | -                |
| Iugoslávia    | 1        | 0        | 1        | 0%         | -                | 1990             |
| Suíça         | 1        | 0        | 1        | 0%         | -                | 2006             |
| Gana          | 1        | 0        | 1        | 0%         | -                | 2010             |
| Chile         | 1        | 0        | 1        | 0%         | -                | 2014             |
| Grécia        | 1        | 0        | 1        | 0%         | -                | 2014             |
| Dinamarca     | 1        | 0        | 1        | 0%         | -                | 2018             |
| Colômbia      | 1        | 0        | 1        | 0%         | -                | 2018             |

- Legenda: Anos em negrito = Disputas em Finais.